# فانتزی شماره ۳ (موتسارت)
فانتزی شماره ۳ در ر مینور، K.۳۹۷/۳۸۵g، قطعه‌ای برای پیانو هست که در سال ۱۷۸۲ توسط ولفگانگ آمادئوس موتسارت نوشته شد. این قطعه از آثار مشهور موتسارت به حساب می‌آید؛ هرچند که آهنگساز دیگری این اثر را تکمیل کرد‌.
نسخه دستنویس اصلی قطعه بجا نمانده هست و میزان‌های پایانی اثر نیز توسط موتسارت تکمیل نشد. گفته می‌شود «آگوست ابرهارد مولر»، آهنگساز آلمانی و یکی از علاقه‌مندان موتسارت، پایان فعلی اثر (ده میزان آخر) را نوشته هست. همچنین میتسوکو اوچیدا پایان دیگری، مشابه با ابتدای قطعه نوشته هست.